# Чилігідер
Чилігіде́р — річка в Україні, в межах Болградського і Білгород-Дністровського районів Одеської області. Ліва притока Когильника (басейн Чорного моря). 

## Опис
Довжина 60 км, площа водозбірного басейну 334 км². Похил річки 2,5 м/км. Долина трапецієподібна, з пологими схилами, завширшки до 1—2 км, завглибшки до 40—60 м. Заплава завширшки 0,3—0,4 км. Річище звивисте, подекуди з крутими берегами; його ширина в середній течії 5 м. Влітку міліє, іноді пересихає. Є водосховище, ставки. Вода з болотним і солонуватим присмаком. Використовується на сільськогосподарські потреби. 

## Розташування
Чилігідер бере початок біля села Миколаївки. Тече в межах Причорноморської низовини переважно на південний схід, у пригирловій частині — на південь. Впадає до Когильника на захід від села Новоселівки. 